# Mario Maraschi
Mario Maraschi (Lodi, 1939. augusztus 28. – Arcugnano, 2020. december 3.) olasz labdarúgó, csatár, edző.

## Pályafutása

### Játékosként
1956 és 1958 között a Fanfulla, 1958 és 1960 között a Pro Vercelli labdarúgója volt. 1960–61-ben az AC Milan, 1961 és 1964 között a Lazio, 1964–65-ben a Bologna, 1965 és 1967 között a Lanerossi Vicenza, 1967 és 1970 között a Fiorentina csapatában szerepelt. A firenzei csapattal egy bajnoki címet szerzett. 1970 és 1972 között újra a Vicenza, 1972–73-ban a Cagliari, 1973 és 1976 között a Sampdoria játékosa volt. Utolsó két klubja 1976–77-ben a Trento, 1977–78-ban a Legnago volt.

### Edzőként
1978–79-ben a Legnago csapatánál játékos-edzőként tevékenykedett. 1994–95-ben a Chiasso vezetőedzője volt, majd később a Vicenza női csapatánál dolgozott edzőként.

## Sikerei, díjai
Fiorentina
- Olasz bajnokság (Serie A)
  - bajnok: 1968–69